# Doeke Hz Hellema
Doeke Hz Hellema (Achlum, 27 juli 1828 - Leiden, 24 januari 1907) was marinearts in het Militair Hospitaal in Nieuwediep (Den Helder).

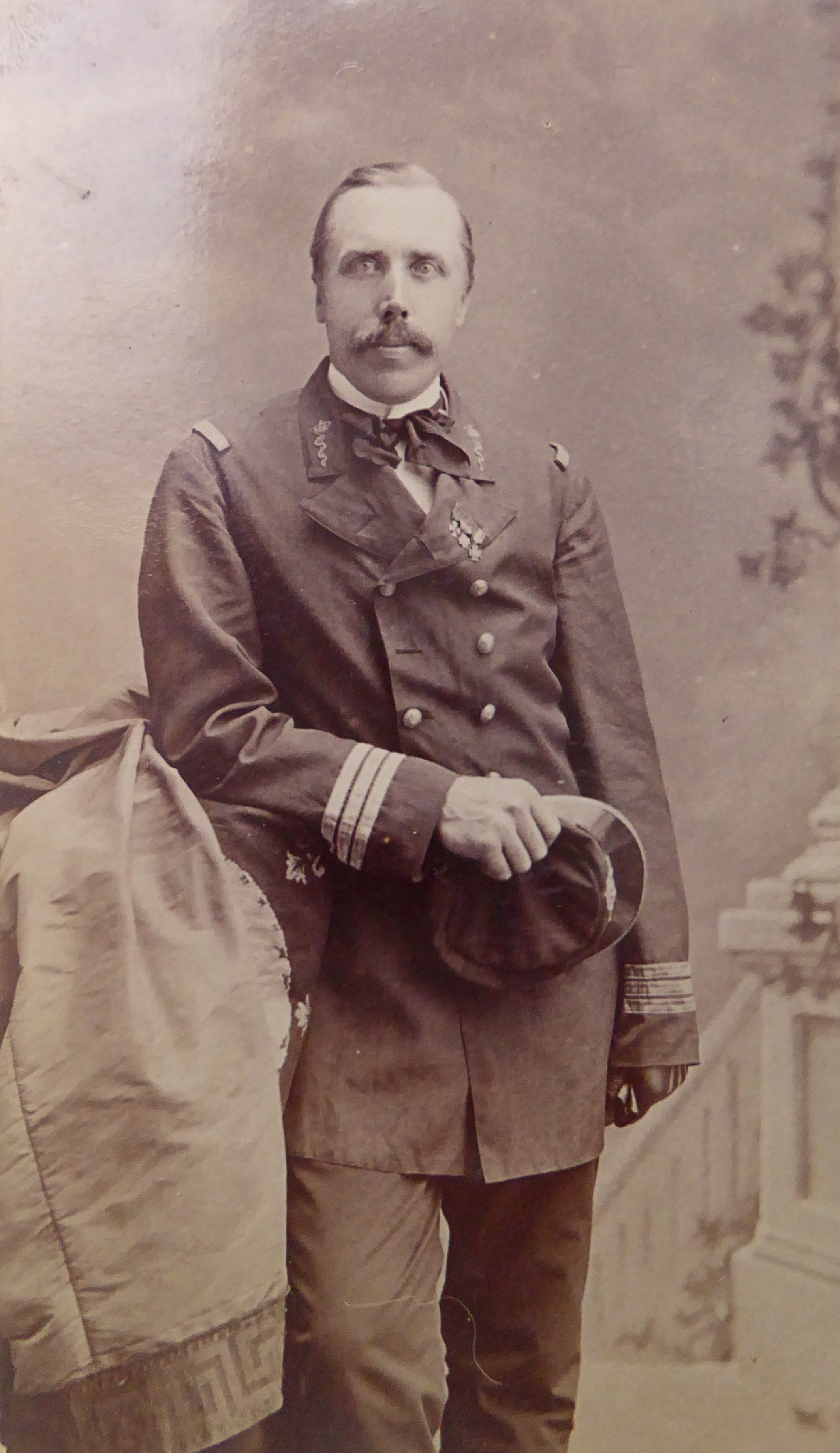
Foto van Doeke gemaakt op 8 mei 1875 te San Francisco

## Leven
Hellema was de oudste zoon van ds. Hendrik Hellema en Magdeltje Beekhuis. Op 16-jarige leeftijd meldde hij zich aan voor de Rijkskweekschool voor militair-geneeskundigen in Utrecht, waar hij onder andere les kreeg van de oprichter en hoogleraar F.C. Donders. Deze adviseerde hem verder te studeren. Eerst loste Hellema zijn studieschuld af door vijf jaar als officier van gezondheid te dienen op marineschepen in de Indische wateren. Daarna werd hij aangesteld in het Marinehospitaal in Den Helder waar hij verder studeerde. In 1857 studeerde hij af en promoveerde bij rector magnificus Frederik Kaiser met zijn dissertatie: De dampkringslucht en hare waarde voor de gezondheidsleer. In dit proefschrift was hij op zoek naar de oorzaken van ziektes. De bacteriën waren nog niet ontdekt. Hij benadrukt de waarde van frisse lucht voor de gezondheid en stelt oa. maatregelen voor om ventilatie toe te passen en stilstaand water te vermijden. 
In 1857 trouwde hij met zijn nichtje en jeugdliefde Janke Diderika Vlaskamp. Samen kregen ze vier kinderen waarvan er twee op jonge leeftijd aan kinkhoest overleden.
Van 1874 tot 1875 voer hij mee als arts op Zr. Ms. de Curaçao, langs havensteden in verschillende werelddelen. Onderweg bezocht hij verschillende marinehospitalen. In Japan bracht hij een bezoek aan Itoe Gempak en Hajasi Kinkai die hij in het kader van wetenschappelijke uitwisseling met Japan in het Marinehospitaal in Nieuwediep had opgeleid. Over de reis schreef hij een boek Eene reis om de wereld.
Op 55-jarige leeftijd ging hij vervroegd met pensioen en vertrok met vrouw en dochter naar Leiden waar hun zoon geneeskunde studeerde.
In 1903 overleed zijn vrouw Janke, waar hij zeer verdrietig over was. Vier jaar later overleed hij. Samen met zijn vrouw en dochter Magdeltje is hij begraven op begraafplaats Groenesteeg in Leiden.

## Onderscheidingen
Op 19 juli 1860 werd Hellema benoemd tot ridder in de orde van de Eikenkroon. Op 31 december 1875 kwam er een benoeming tot ridder in de Orde van de Nederlandse Leeuw. In 1879 volgde de onderscheiding tot ridder in de Orde van de Poolster.

## Werken van Hellema
- De Dampkringslucht en hare waarde voor de gezondheidsleer, Proefschrift ter verkrijging van de graad van 'Doctor in de Geneeskunde' (Leiden 1857)
- Eene reis om de wereld (Nieuwediep 1880)